# Ring Ka King Tag Team Championship
Il Ring Ka King Tag Team Championship è stato il titolo per la categoria tag team della Ring Ka King che fu una federazione di wrestling indiana con sede a Pune e scioltasi nel 2012.
Gli ultimi campioni furono The Bollywood Boyz che sconfissero i precedenti campioni Scott Steiner ed Abyss.

## Detentori del titolo
Il titolo fu valido dal 19 dicembre 2011 al 23 aprile 2012 poiché (il 22 aprile 2012) la Ring Ka King cessò la sua attività e vi fu la conseguente disattivazione del titolo.
| Lottatori                               | Regni insieme | Data             | Luogo       | Note                                     |
| --------------------------------------- | ------------- | ---------------- | ----------- | ---------------------------------------- |
| Harry Smith e Chavo Guerrero            | 1             | 20 dicembre 2011 | Pune, India | Vincitori del torneo                     |
| Scott Steiner e Abyss                   | 1             | 22 febbraio 2012 | Pune, India | Sconfiggono Harry Smith e Chavo Guerrero |
| The Bollywood Boyz (Gurv ed Harv Sihra) | 1             | 14 aprile 2012   | Pune, India | Sconfiggono Scott Steiner ed Abyss       |